# Lista de estátuas de cera expostas nos museus Madame Tussauds
A seguir está uma lista de figuras de cera que estão atualmente exibidas ou foram exibidas em um dos museus Madame Tussauds.

## A

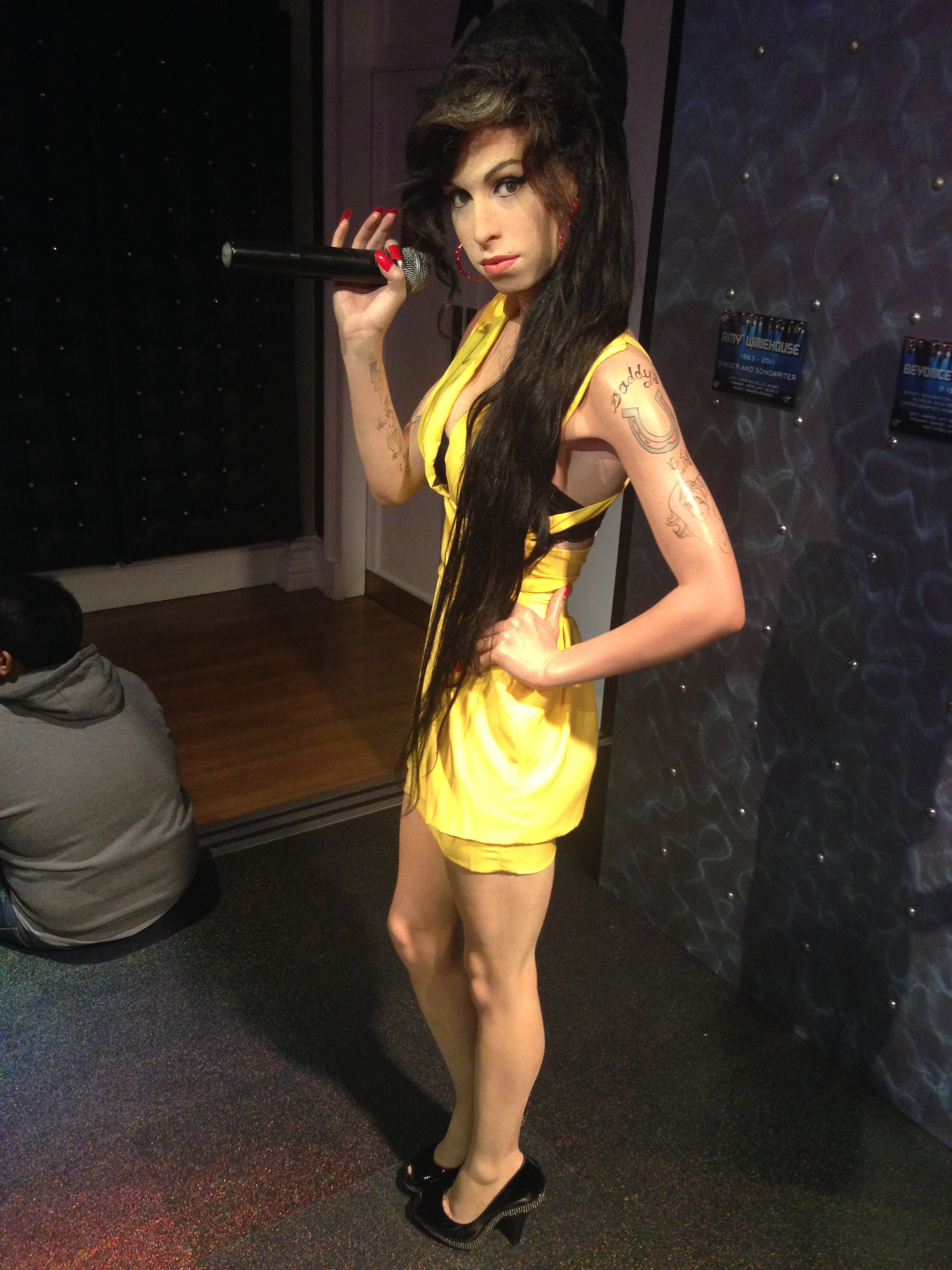
Amy Winehouse

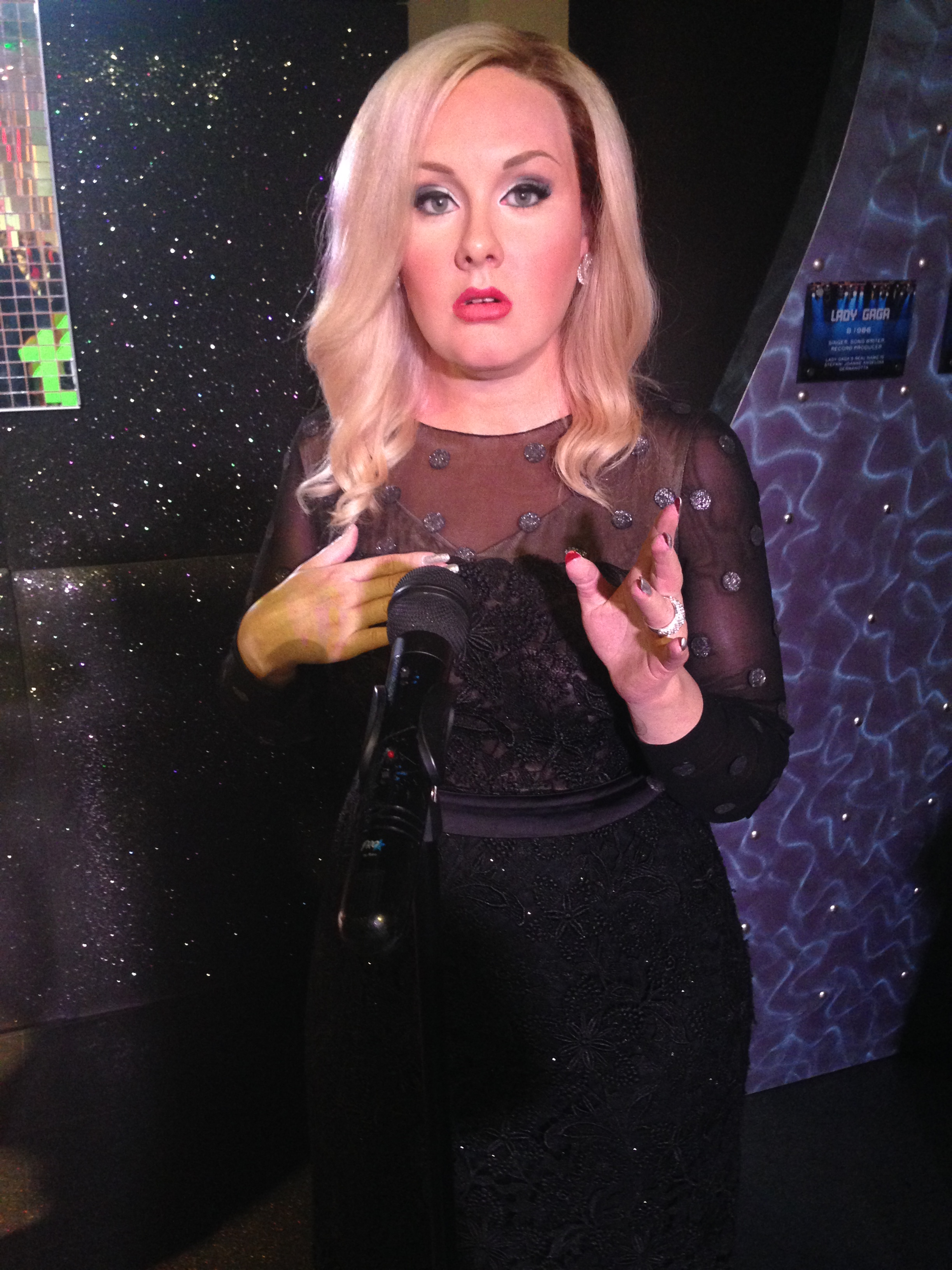
Adele

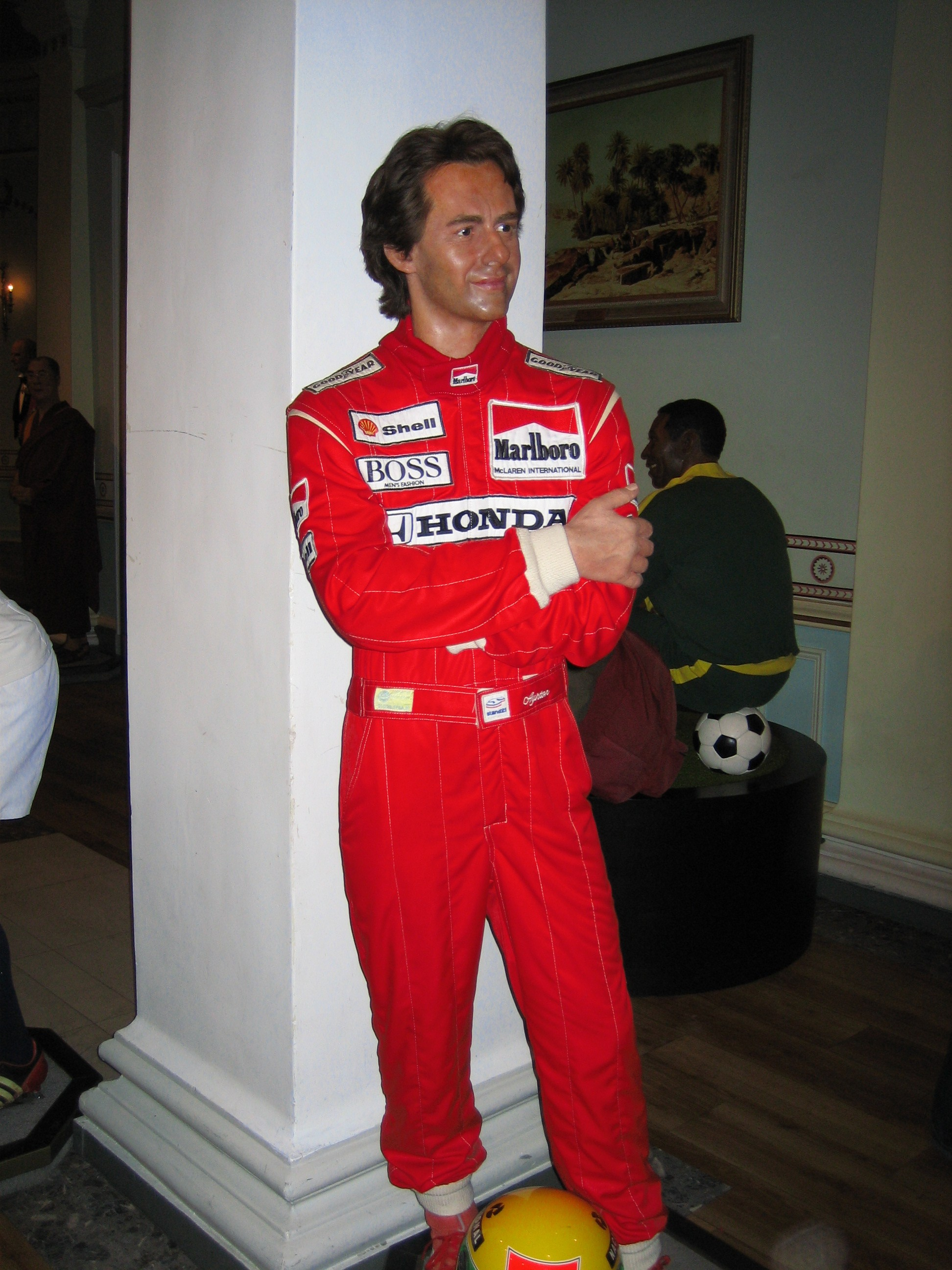
Ayrton Senna

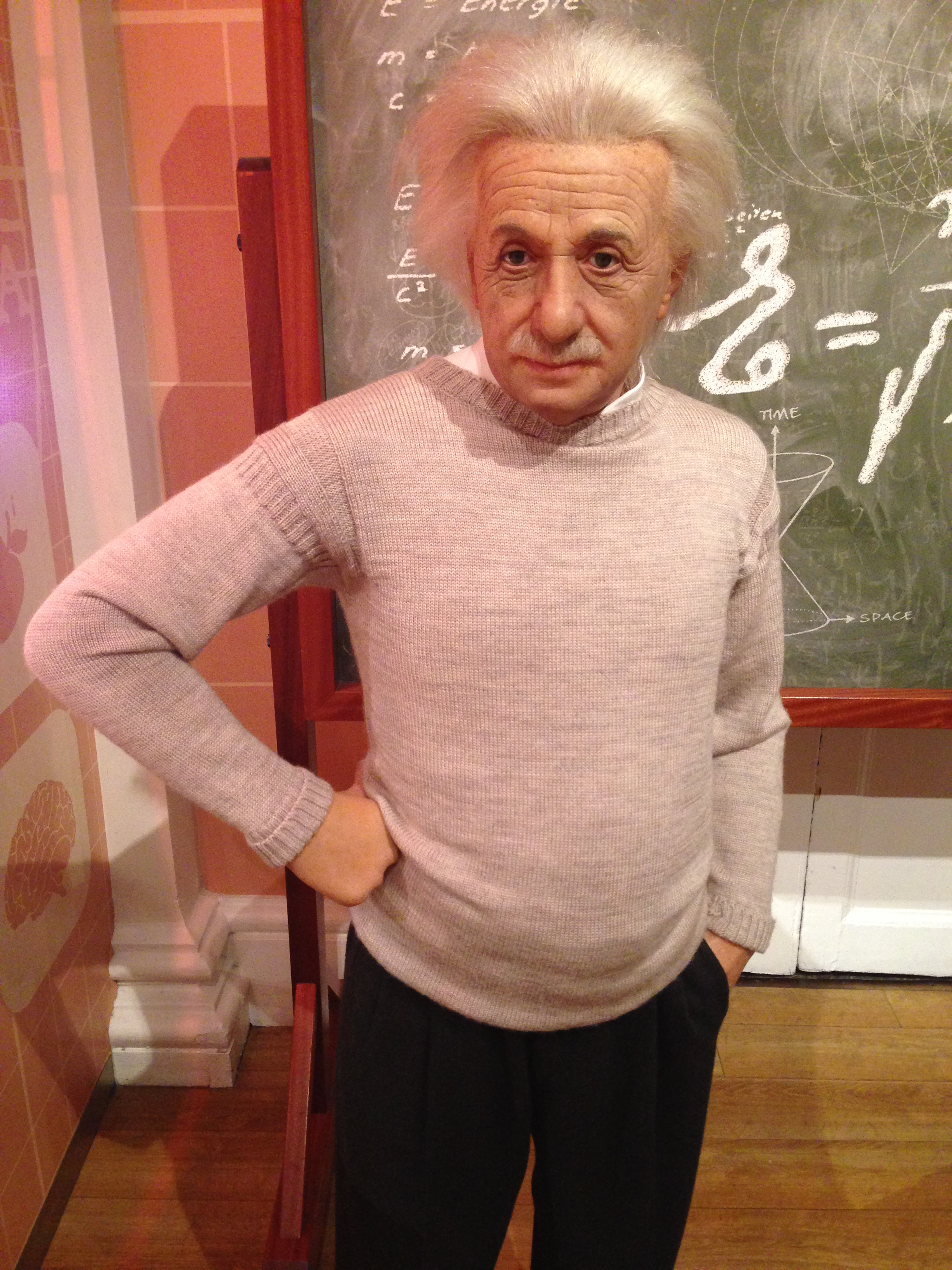
Albert Einstein

- A. P. J. Abdul Kalam[1]
- Aaliyah[2]
- Abraham Lincoln[3]
- Adele[4]
- Adile Naşit[5]
- Adolf Hitler[6]
- Adriana Lima[7]
- Ahmed Fahmy[8]
- Afrojack[9]
- Agnetha Fältskog[10]
- Agnez Mo[11]
- Aishwarya Rai Bachchan[12]
- Al Roker[13]
- Alan Carr[14]
- Alan Jackson[15]
- Alan Shearer[16]
- Albert Einstein[17]
- Alessandra Ambrosio[18]
- Alexander Ovechkin[19]
- Aleyna Tilki[20]
- Alfie Deyes[21]
- Alfred Hitchcock[22]
- Alicia Keys[23]
- Alien de Alien: Covenant[24]
- Alison Hammond[25]
- Allu Arjun[26]
- Alvin[27]
- Amanda Keller[28]
- Amelia Earhart[29]
- Amitabh Bachchan[30]
- Amna Al Haddad[31]
- Amy Winehouse[32]
- André Hazes[33]
- Andrew Lloyd Webber[34]
- Andy Cohen[35]
- Andy Lau[36]
- Andy Warhol[37]
- Angela Bassett[38]
- Angela Merkel[39]
- Angelababy[40]
- Angelina Jolie[41]
- Anggun Cipta Sasmi[42]
- Anil Kapoor[43]
- Anita Mui[44]
- Anitta[45]
- Ann Thongprasom[46]
- Anna Wintour[47]
- Annabelle[48]
- Anne Curtis[49]
- Anne Frank[50]
- Anne Hathaway[51]
- Anni-Frid Lyngstad[10]
- Annie Leibovitz[52]
- Anthony Joshua[53]
- Antony Armstrong-Jones[54]
- Anushka Sharma[55]
- Anderson Cooper[56]
- Andreas Gabalier[57]
- Príncipe Andrew[58]
- Anduin Lothar[nota 1] (personagem de Warcraft)[59]
- Ant McPartlin[60]
- Anthony Joshua[61]
- Aquaman[nota 2] (personagem da DC)[62]
- Arda Turan[5]
- Ariana Grande[63]
- Armin van Buuren[64]
- Arnold Schwarzenegger[65]
- Arnold Schwarzenegger como Exterminador do Futuro[66]
- Atsuko Maeda[67]
- Astro Boy (personagem)[68]
- Asha Bhosle[69]
- Audrey Hepburn[70]
- Aung San Suu Kyi[71]
- Austin Mahone[72]
- Avicii[73]
- Awkwafina[74]
- Ayrton Senna[75]
- Ayşe Arman[76]

## B
- BB-8 (personagem de Star Wars)[77]
- Babe Ruth[78]
- Bae Yong-joon[79]
- Bae Suzy[80]
- Bad Bunny[81]
- Banjo Paterson[82]
- Balqees Ahmed Fathi[8]
- Barbara Palvin[83]
- Barbara Walters[84]
- Barack Obama[85]
- Barış Manço[5]
- Batman[nota 3] (personagem da DC)[86]
- Bear Grylls[87]
- Beatrice Egli[88]
- Beatriz dos Países Baixos[89]
- Becky[90]
- Bela Lugosi[83]
- Benazir Bhutto[91]
- Benjamin Franklin[92]
- Benedict Cumberbatch[93]
- Benny Andersson[10]
- Beren Saat[5]
- Bet Lynch[nota 4] (personagem de Coronation Street)[94]
- Bette Davis[95]
- Betty White[96]
- Beyoncé[97]
- Bianca Heinicke[nota 5][98]
- Bill Clinton[99]
- Bill Gates[100]
- Bill Kaulitz[101]
- Billie Holiday[102]
- Billie Jean King[103]
- Bin Baz[104]
- Biscoito (personagem de Shrek)[105]
- Björn Ulvaeus[10]
- Black Panther[nota 6] (personagem da Marvel Comics)[106]
- Blue Man Group[107]
- Bob Dylan[102]
- Bob Hawke[108]
- Bob Hope[109]
- Bob Marley[110]
- Boris Johnson[111]
- Boris Karloff[112]
- Brad Pitt[41]
- Bradley Cooper[113]
- Britney Spears[110]
- Brian Cox[114]
- Brian Lara[115]
- Bruce Forsyth[116]
- Bruce Lee[117]
- Bruce Springsteen[102]
- Bruce Willis[118]
- Bruno Mars[119]
- Buddhadasa Bhikkhu[120]
- Buzz Aldrin[121]

## C
- C-3PO (personagem de Star Wars)[122]
- Çağatay Ulusoy como Harun[123]
- Cai Xukun[124]
- Calvin Harris[125]
- Cameron Diaz[126]
- Camila do Reino Unido[127]
- Capital Bra[128]
- Capitão América[nota 7] (personagem da Marvel Comics)[129]
- Capitã Marvel[nota 8] (personagem da Marvel Comics)[130]
- Cara Delevingne[131]
- Carina Lau[132]
- Carl Perkins[102]
- Carrie Fisher como Princesa Leia (personagem de Star Wars)[133]
- Carrie Underwood[102]
- Carmelo Anthony[134]
- Cate Blanchett[135]
- Catarina, Princesa de Gales[136]
- Cathy Freeman[137]
- Catriona Gray[138]
- Cecilia Cheung[139]
- Celine Dion[119]
- Channing Tatum[140]
- Chantal Janzen[141]
- Rei Charles III[126]
- Charles Esten[102]
- Charles Dickens[142]
- Charles Kingsford Smith[143]
- Charlie Chaplin[37]
- Charlize Theron[144]
- Chen Kun[145]
- Chester A. Arthur[146]
- Cheryl[147]
- Chewbacca (personagem de Star Wars)[148]
- Changmin[149]
- Chris Hemsworth[150]
- Chris Pratt[151]
- Christian Bale[152]
- Christina Aguilera[119]
- Chuck Liddell[153]
- Clark Gable[154]
- Claudia Winkleman[155]
- Clint Eastwood[156]
- Cody Simpson[157]
- Conchita Wurst[158]
- Colin Firth[159]
- Colin Powell[160]
- Conan O'Brien[109]
- Conor McGregor[161]
- Connie Britton como Rayna Jaymes[102]
- Connie Chan[162]
- Courtney Act[163]
- Craig Revel Horwood[164]
- Criss Angel[165]
- Cristiano Ronaldo[166]
- Cro[167]
- Curtis Stone[168]
- Cyborg[nota 9] (personagem da DC)[169]

## D
- Dalai Lama[100]
- Dale Earnhardt[170]
- Dale Earnhardt Jr.[75]
- Dame Edna Everage[171]
- Dan Marino[172]
- Daniel Craig como James Bond[173]
- Daniel Radcliffe[174]
- Dannii Minogue[175]
- Danny Trejo[176]
- DanTDM[177]
- Darius Rucker[102]
- Darth Maul (personagem de Star Wars)[178]
- Darth Vader (personagem de Star Wars)[178]
- David Alaba[179]
- David Attenborough[180]
- David Beckham[181]
- David Bowie[182]
- David Cameron[183]
- David Hasselhoff[184]
- David Wright[170]
- David Jason[185]
- Davina McCall[186]
- Davina Michelle[187]
- Declan Donnelly[60]
- Deepika Padukone[188]
- Delta Goodrem[189]
- Demet Akbağ[190]
- Demi Lovato[119]
- Dennis Nilsen[191]
- Denzel Washington[192]
- Derek Jeter[193]
- Desmond Tutu[194]
- Diana, Princesa de Gales[195]
- Diana Ross[102]
- Deirdre Barlow[nota 10] (personagem de Coronation Street)[196]
- Diljit Dosanjh[197]
- Dirk Nowitzki[170]
- Don Bradman[137]
- Don King[198]
- Donald Trump[199]
- Dominic Thiem[200]
- Donnie Yen[201]
- Dorothy Parker[202]
- Drake[203]
- Dua Lipa[204]
- Durotan[nota 11] (personagem de Warcraft)[59]
- Dylan Alcott[205]
- Dwayne Johnson[206]

## E
- E.T.[207]
- Ed Sheeran[119]
- Eddie Mabo[208]
- Eddie Murphy[209]
- Eddie Redmayne[210]
- Edward III[211]
- Edward Scissorhands[nota 12]
- Edwin Lee[212]
- Edis[213]
- Elettra Lamborghini[214]
- Eli Manning[170]
- Elie Saab[31]
- Ella Fitzgerald[102]
- Elle Macpherson[215]
- Rainha Elizabeth I[216]
- Rainha Elizabeth II[217]
- Elizabeth Taylor[218]
- Elon Musk[219]
- Elton John[119]
- Elvis Presley[109]
- Enzo Knol[220]
- Emma Watson[221]
- Emmeline Pankhurst[222]
- Eric Bana[223]
- Eric Church[224]
- Eric Morecambe[225]
- Erich Honecker[226]
- Ernest Hemingway[198]
- Estêvão I da Hungria[83]
- Eva Longoria[227]
- Eva Mendes[228]
- Evander Holyfield[229]

## F
- F. Scott Fitzgerald[230]
- Falco[231]
- Faith Hill[232]
- Fan Bingbing[233]
- Fandi Ahmad[234]
- Ferenc Puskás[83]
- Fergie[235]
- Fidel Castro[236]
- Príncipe Filipe[237]
- Princesa Fiona[238]
- The Flash[nota 13] (personagem da DC)[169]
- Florence Griffith Joyner[239]
- Frank Bruno[240]
- Frank Sinatra[241]
- Franklin D. Roosevelt[146]
- Franklin Pierce[146]
- Franz Liszt[83]
- Freddie Mercury[119]
- Freddy Heineken[242]
- Frederick Douglass[243]
- Freek Vonk[244]
- Frida Kahlo[245]
- Friedensreich Hundertwasser[246]
- Fuat Güner[247]
- Fuyunyan (personagem de Yo-kai Watch)[248]

## G
- Garona Halforcen[nota 14] (personagem de Warcraft)[59]
- Gary Barlow[249]
- G.E.M.[250]
- Rei George III[251]
- George Clooney[252]
- George Harrison[119]
- George H. W. Bush[146]
- George Jones[253]
- George Lazenby como James Bond[173]
- George Lopez[254]
- George Steinbrenner[78]
- George Strait[255]
- George W. Bush[146]
- George Washington[146]
- Gerard Joling[242]
- Gérard Depardieu[256]
- Gerhard Berger[257]
- Glenn Close[258]
- Glenn McGrath[259]
- Goh Chok Tong[260]
- Gok Wan[261]
- Golda Meir[262]
- Gong Jun[263]
- Gordon Ramsay[264]
- Gottfried Helnwein[265]
- Greg Inglis[137]
- Groot (personagem da Marvel Comics)[266]
- Grover Cleveland[146]
- Grumpy Cat[267]
- Gurmit Singh como Phua Chu Kang[268]
- Gustav Klimt[269]
- Guus Meeuwis[270]
- Guy Fawkes[92]
- Guy-Manuel de Homem-Christo[271]
- Guy Pearce[272]
- Gwen Stefani[273]

## H
- Halle Berry[274]
- Hansi Hinterseer[275]
- Hank Williams[253]
- Harry Houdini[83]
- Hardwell[276]
- Harry Styles[277]
- Harrison Ford como Han Solo[278]
- Harriet Tubman[279]
- Príncipe Harry[280]
- Harry S. Truman[146]
- Harvey Milk[281]
- Hassan El Shafei[282]
- Hawkeye[nota 15] (personagem da Marvel Comics)[283]
- Hawley Harvey Crippen[284]
- Hayden Christensen como Anakin Skywalker[278]
- Heath[285]
- Heath Ledger[286]
- Hedo Türkoğlu[287]
- Heidi Klum[288]
- Helen Keller[198]
- Helen Mirren[289]
- Helene Fischer[290]
- Hello Kitty[291]
- Henry VIII[292]
- Henry Ford[230]
- Henry Lawson[293]
- Henry Parkes[294]
- Herbert Hoover[146]
- Herbert Prohaska[295]
- Herman Brood[296]
- Hermann Maier[297]
- Heydar Aliyev[298]
- Hidebat (personagem de Yo-kai Watch)[248]
- Hilda Ogden[nota 16] (personagem de Coronation Street)[299]
- Hillary Clinton[300]
- Homem-Formiga[nota 17] (personagem da Marvel Comics)
- Homem de Ferro (personagem da Marvel)[129]
- Howard Hughes[95]
- Hrithik Roshan[301]
- Hu Ge[302]
- Hu Jintao[272]
- Hu Yitian[303]
- Hua Chenyu[304]
- Huang Wenyong[305]
- Huang Xiaoming[306]
- Huda Kattan[307]
- Hugh Bonneville[308]
- Hugh Grant[309]
- Hugh Hefner[310]
- Humberto Tan[311]
- Humphrey Bogart[251]
- Hulk (personagem da Marvel Comics)[312][313]
- Hyun Bin[314]

## I
- Ian Smith como Harold Bishop[315]
- Ian Thorpe[215]
- Im Si-wan[316]
- Indira Gandhi[317]
- The Invisible Woman[nota 18] (personagem da Marvel Comics)[318]
- Isaac Newton[37]
- István Széchenyi[83]

## J
- J Balvin[319]
- J. Edgar Hoover[146]
- Jabba the Hutt (personagem de Star Wars)[148]
- Jack Duckworth[nota 19] (personagem de Coronation Street)[320]
- Jack Harlow[321]
- Jack Neo[322]
- Jack Nicholson[323]
- Jack P. Shepherd[nota 20] (personagem de Coronation Street)[324]
- Jack, o Estripador[325]
- Jackie Chan[326]
- Jacob Elordi[327]
- Jackson Wang[328]
- Jackson Yee[329]
- Jacques Chirac[330]
- Jacqueline Kennedy Onassis[230]
- Jade Thirlwall[110]
- Jam Hsiao[331]
- Jamie Foxx[332]
- Jamie Oliver[333]
- James Brown[119]
- James Cook
- James Dean[334]
- Jane Horrocks[335]
- Jane Lynch como Sue Sylvester[336]
- Janis Joplin[119]
- Jason Aldean[337]
- Jawaharlal Nehru[338]
- Jay Chou[339]
- Jean Paul Gaultier[340]
- Jean-Paul Marat[341]
- Jeff Gordon[342]
- Jenna Marbles[343]
- Jennifer Aniston[344]
- Jennifer Hudson[345]
- Jennifer Lawrence[346]
- Jennifer Lopez[347]
- Jeremy Lin[348]
- Jerry Garcia[119]
- Jerry Lee Lewis[253]
- Jerry Springer[230]
- Jesse Owens[37]
- Jessica Ennis-Hill[349]
- Jessica Simpson[350]
- Jesy Nelson[110]
- Jet Li[351]
- Jiang Zemin[352]
- Jibanyan (personagem de Yo-kai Watch)[248]
- Jim Carrey[353]
- Jim Parsons[354]
- Jimmy Barnes[286]
- Jimmy Carter[146]
- Jimmy Dickens[102]
- Jimmy Fallon[355]
- Jimmy Kimmel[356]
- Jimmy Zámbó[83]
- Jimi Hendrix[119]
- JJ Lin[357]
- Joan Rivers[358]
- Joanna Lumley[359]
- Joachim Gauck[360]
- Jodie Whittaker como Doctor Who[361]
- Joe Biden[362]
- Joe DiMaggio[363]
- Joe Hart[364]
- Joe Montana[170]
- Joe Jonas[365]
- Johan Cruijff[366]
- John Adams[146]
- John Bishop[367]
- John Boyega[368]
- John Christie[325]
- John F. Kennedy[146]
- John Haigh[325]
- John Howard[249]
- John Quincy Adams[146]
- John Travolta[238]
- Johnny Cash[102]
- Johnny Depp[118]
- John Lennon[119]
- John von Neumann[83]
- John Wayne[369]
- Joko Widodo[370]
- Jon Hamm[70]
- Jonah Lomu[371]
- Joop van den Ende[372]
- Josephine Baker[373]
- José Mourinho[374]
- Juan Ponce de León[238]
- Judy Garland como Dorothy Gale[230]
- Julia Gillard[375]
- Julia Roberts[376]
- Juliette Gordon Low[377]
- Junichiro Koizumi[378]
- Jutta Leerdam[379]
- Justin Bieber[380]
- Justin Timberlake[119]

## K
- Kacey Musgraves[381]
- Kadim Al Sahir[382]
- Kajal Aggarwal[383]
- Kajol[384]
- Kamala Harris[362]
- Kandice Pelletier[385]
- Kanye West[119]
- Kapil Dev[386]
- Karan Johar[387]
- Kareem Abdul-Jabbar[239]
- Kareena Kapoor Khan[388]
- Karl Marx[389]
- Karry Wang[329]
- Katalin Karády[83]
- Kate McKinnon como Jillian Holtzmann[390]
- Kate Moss[391]
- Kate Winslet[392]
- Katniss Everdeen[nota 21] (personagem de The Hunger Games)[393]
- Katie Couric[198]
- Katinka Hosszú[83]
- Katy Perry[339]
- Kathy Griffin[394]
- Katrina Kaif[395]
- Kazuyoshi Miura[396]
- Keita (personagem de Yo-kai Watch)[248]
- Keith Lemon[397]
- Keith Urban[102]
- Ken Barlow[nota 22] (personagem de Coronation Street)[398]
- Ken Dodd[399]
- Kendall Jenner[400]
- Kerem Bürsin[401]
- Kevin Jonas[365]
- Kenny Rogers[102]
- Kevin Keegan[402]
- Khemanit Jamikorn[403]
- Kid Rock[253]
- Kim Hyun-joong[404]
- Kim Kardashian[119]
- Kim Soo-hyun[405]
- Kim Woo-bin[406]
- King Kong[407]
- Kıvanç Tatlıtuğ[5]
- Kobe Bryant[408]
- Kris Fade[409]
- Kris Jenner[410]
- Kris Wu[411]
- Kristen Wiig como Erin Gilbert[390]
- KSI[412]
- Kwa Geok Choo[413]
- Kylian Mbappé[414]
- Kylie Minogue[415]
- Kylie Jenner[416]

## L
- Lance Armstrong[417]
- Lady Gaga[418]
- Lajos Kossuth[83]
- Larry King[419]
- László Papp[83]
- Laverne Cox[420]
- Lay Zhang[421]
- Layne Beachley[422]
- Lea Salonga[423]
- Lee Chong Wei[424]
- Lee Hsien Loong[413]
- Lee Jong-suk[425]
- Lee Kuan Yew[413]
- Lee Min-ho[426]
- Leigh-Anne Pinnock[110]
- Lenny Kravitz[119]
- Leon Lai Yi[427]
- Leona Lewis[428]
- Leonard Bernstein[99]
- Leonardo da Vinci[429]
- Leonardo DiCaprio[430]
- Leslie Jones como Patty Tolan[390]
- Lewis Capaldi[431]
- Lewis Hamilton[432]
- Li Bingbing[433]
- Li Na[434]
- Lil Nas X[435]
- Lil Kleine[436]
- Liam Hemsworth[437]
- Liam Neeson como Qui-Gon Jinn[178]
- Liam Payne[277]
- Lin Dan[438]
- Lionel Messi[439]
- Liu Xiang[132]
- Liv Lisa Fries como Charlotte Ritter[440]
- Liz Smith[441]
- Liza Minnelli[373]
- Lizzo[442]
- Lleyton Hewitt[443]
- Loki (personagem da Marvel Comics)[444]
- Lorde[445]
- Loretta Lynn[253]
- Louis XVI[92]
- Louis Armstrong[102]
- Louis Koo[446]
- Louis Tomlinson[277]
- Louis Walsh[147]
- Lu Han[447]
- Luciano Pavarotti[448]
- Lucille Ball
- Ludwig van Beethoven[449]
- Luke Bryan[253]
- Luke Skywalker[nota 23] (personagem de Star Wars)[178]
- Luo Tianyi (Vocaloid)[450]
- Lyndon B. Johnson[146]

## M
- Madame Mak (personagem)[451]
- Madhubala como Anarkali[452]
- Madhuri Dixit[453]
- Madonna[119]
- Mahesh Babu[454]
- Mahathir bin Mohamad[455]
- Mahatma Gandhi[456]
- Majid Al Mohandis[457]
- Makarios III[458]
- Malcolm X[459]
- Maluma[460]
- Manny (personagem de Ice Age)[461]
- Manny Pacquiao[462]
- Manuel Neuer[463]
- Mao Asada[464]
- Mao Zedong[465]
- Marco Borsato[466]
- Maria Sharapova[467]
- Marlene Dietrich[182]
- Marlon Brando[468]
- Marilyn Monroe[469]
- Maria Antonieta[92]
- Marie Tussaud[92]
- Mario Maurer[470]
- Mark Chao[471]
- Mark Webber[472]
- Mark Zuckerberg[100]
- Martin Garrix[473]
- Martin Luther King Jr.[192]
- Mary Kom[30]
- Mary MacKillop[474]
- Masaki Suda[475]
- Master Chief (personagem de Halo)[476]
- Matt Lauer[477]
- Matt Lucas como Andy Pipkin[478]
- Matthew McConaughey[479]
- Matthias Corvinus[83]
- Matthias Schweighofer[480]
- Matsuko Deluxe[481]
- Maya Angelou[482]
- Maya Diab[483]
- Maximilien de Robespierre[92]
- Máxima dos Países Baixos[484]
- Mayu Watanabe[485]
- Mazhar Alanson[247]
- McDull[486]
- Megan Gale[487]
- Megan Thee Stallion[488]
- Meghan, Duquesa de Sussex[280]
- Maomé II, o Conquistador[489]
- Melania Trump[236]
- Melissa McCarthy como Abby Yates[390]
- Meret Becker como Esther Kasabian[440]
- Mesut Özil[490]
- McDull (personagem)[451]
- Michael Phelps[491]
- Michael Jackson[119]
- Michael Jordan[192]
- Michael Strahan[492]

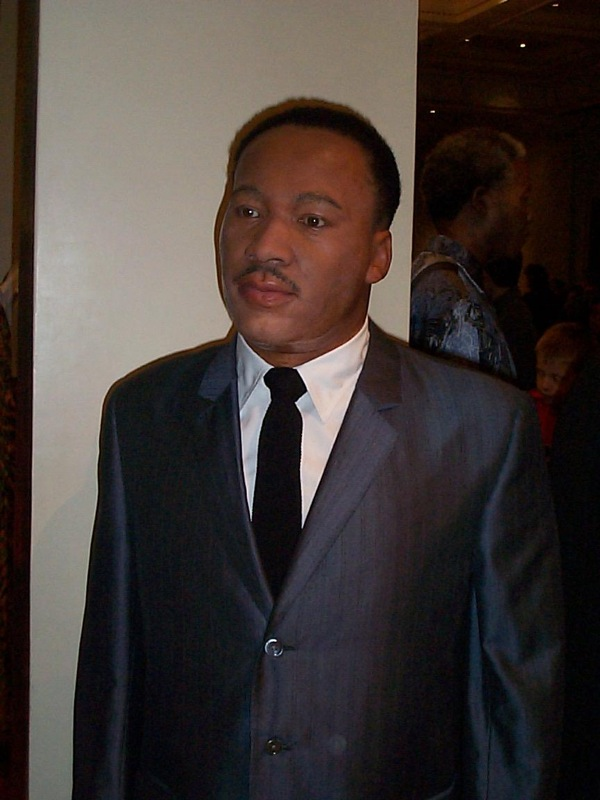
Martin Luther King

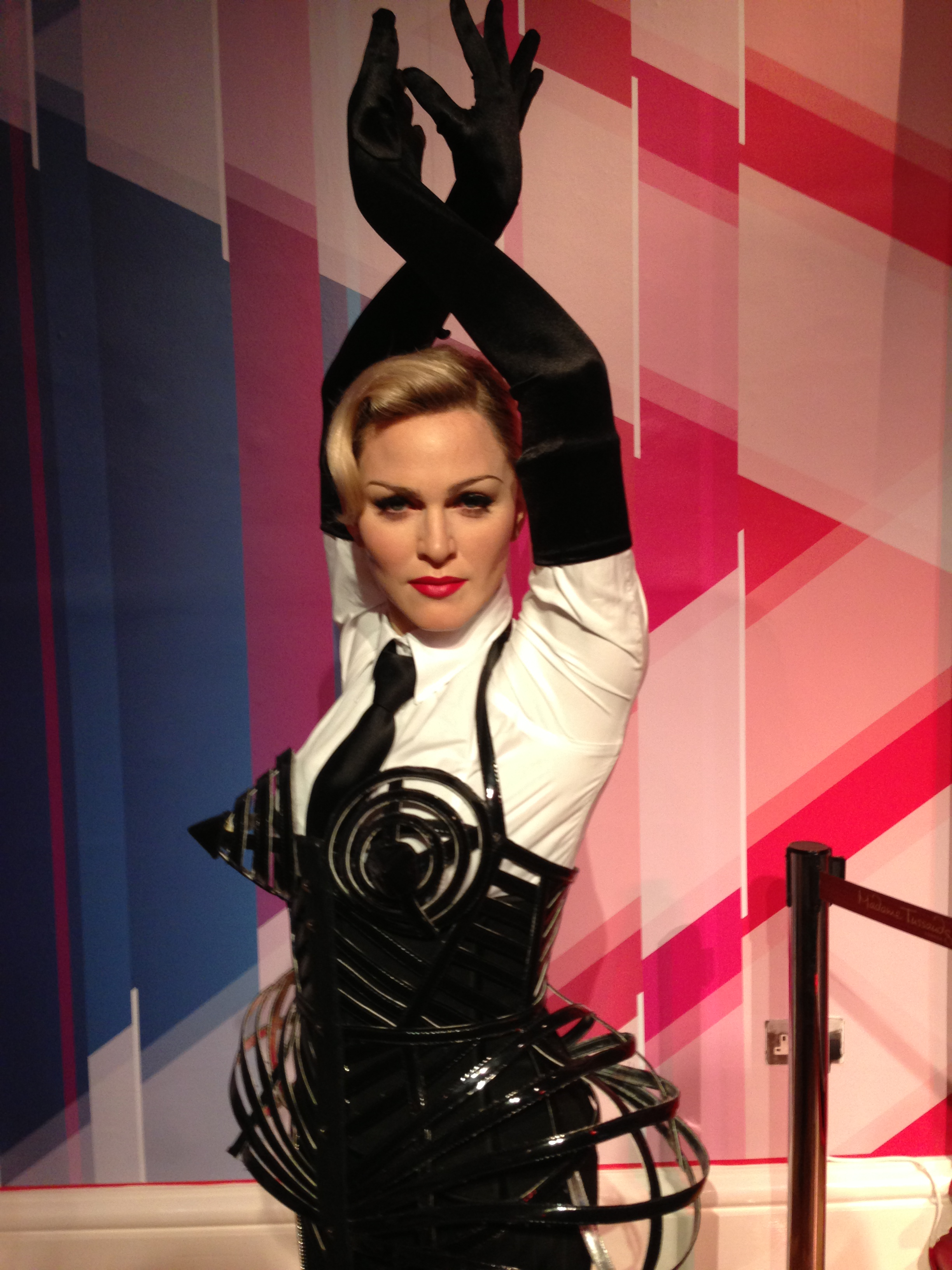
Madonna

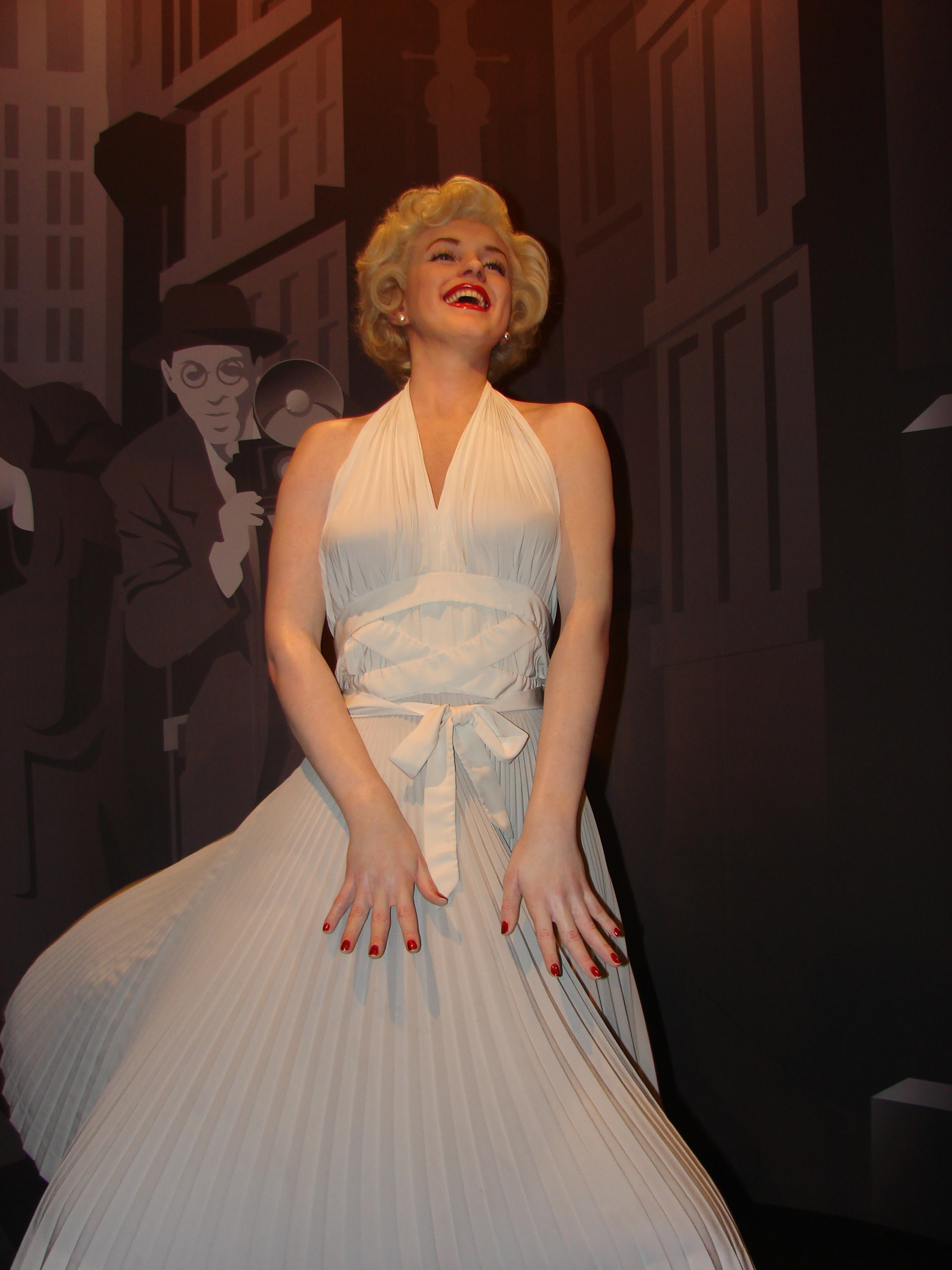
Marilyn Monroe

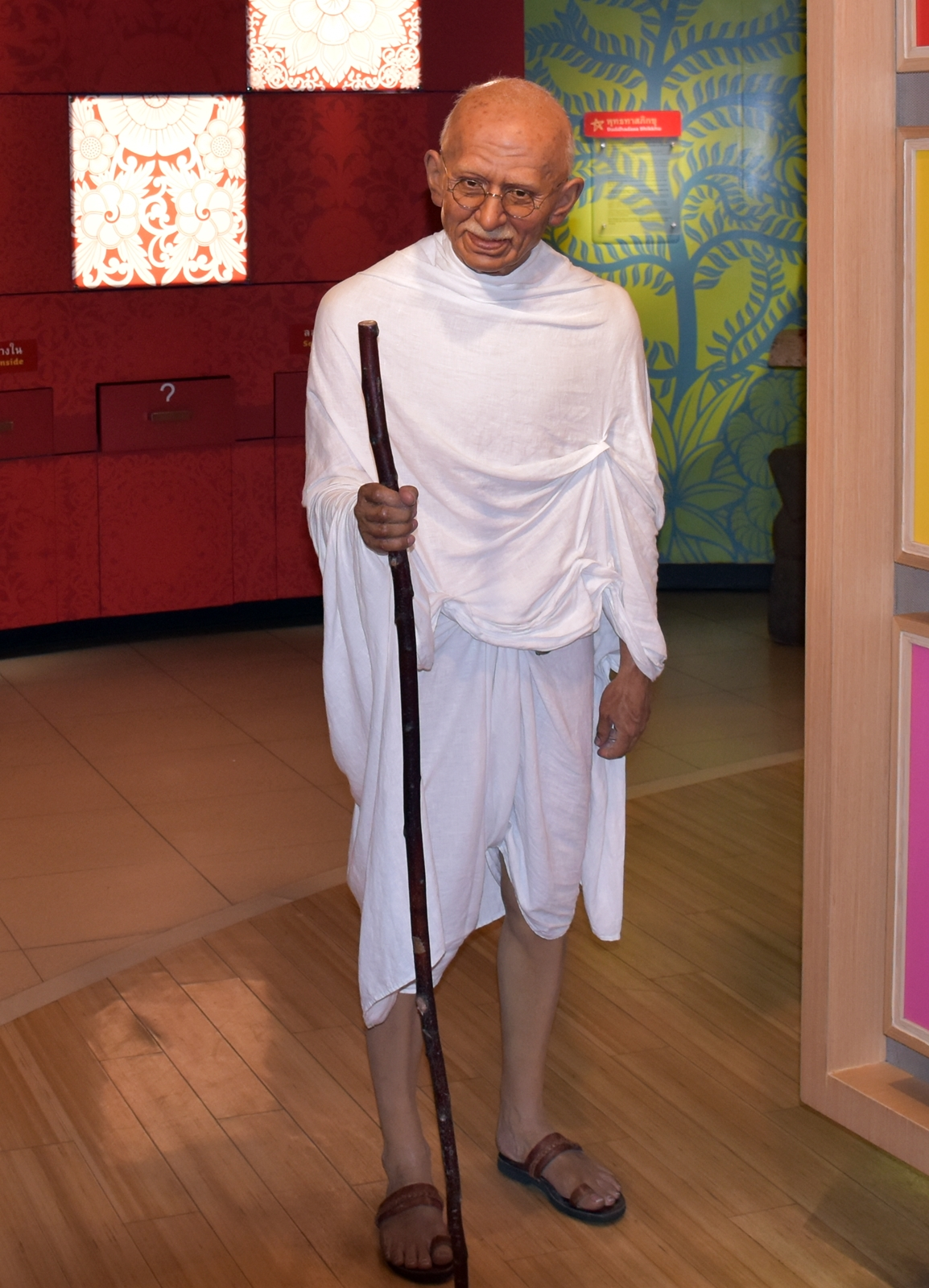
Mahatma Gandhi

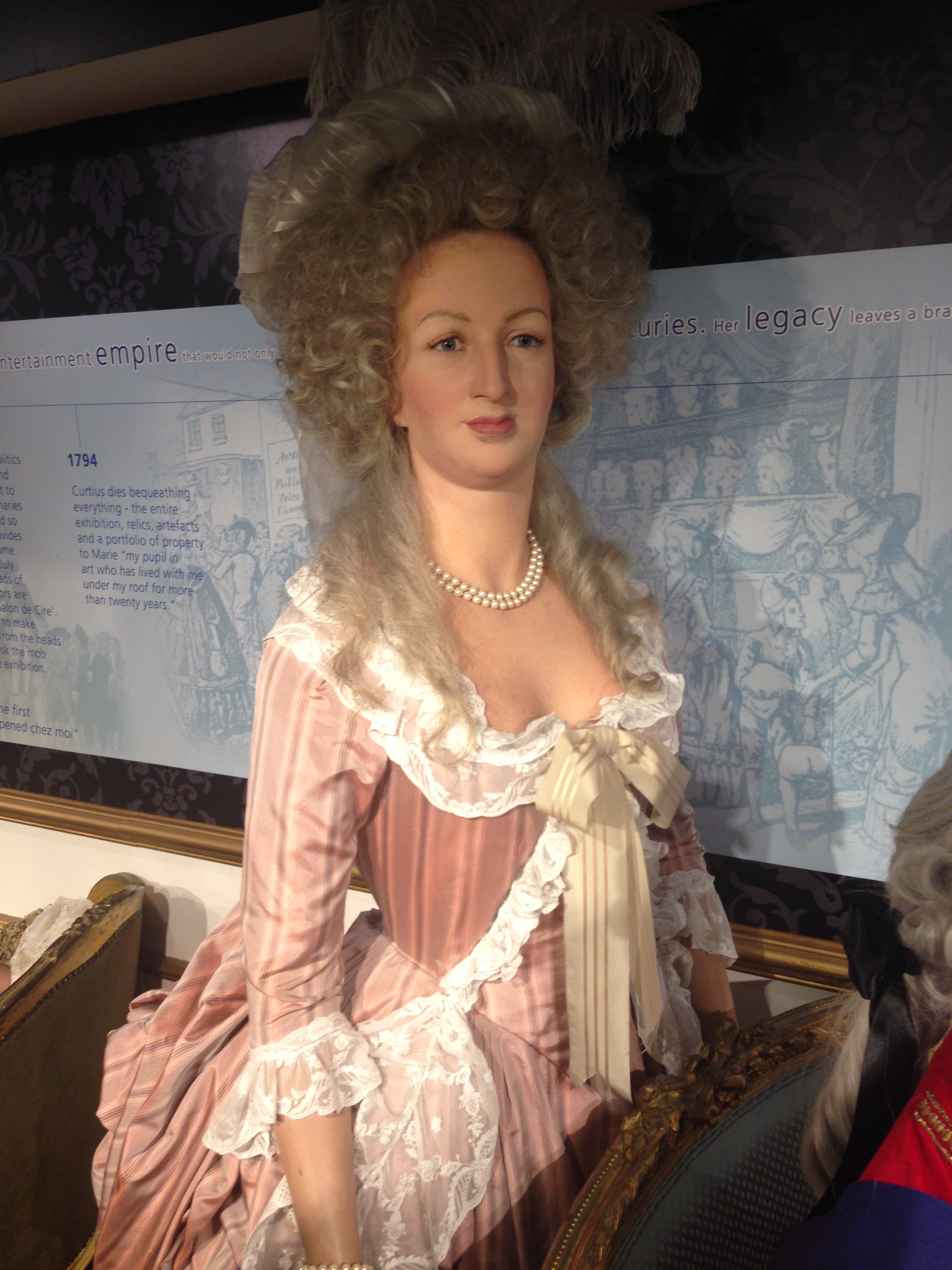
Maria Antonieta

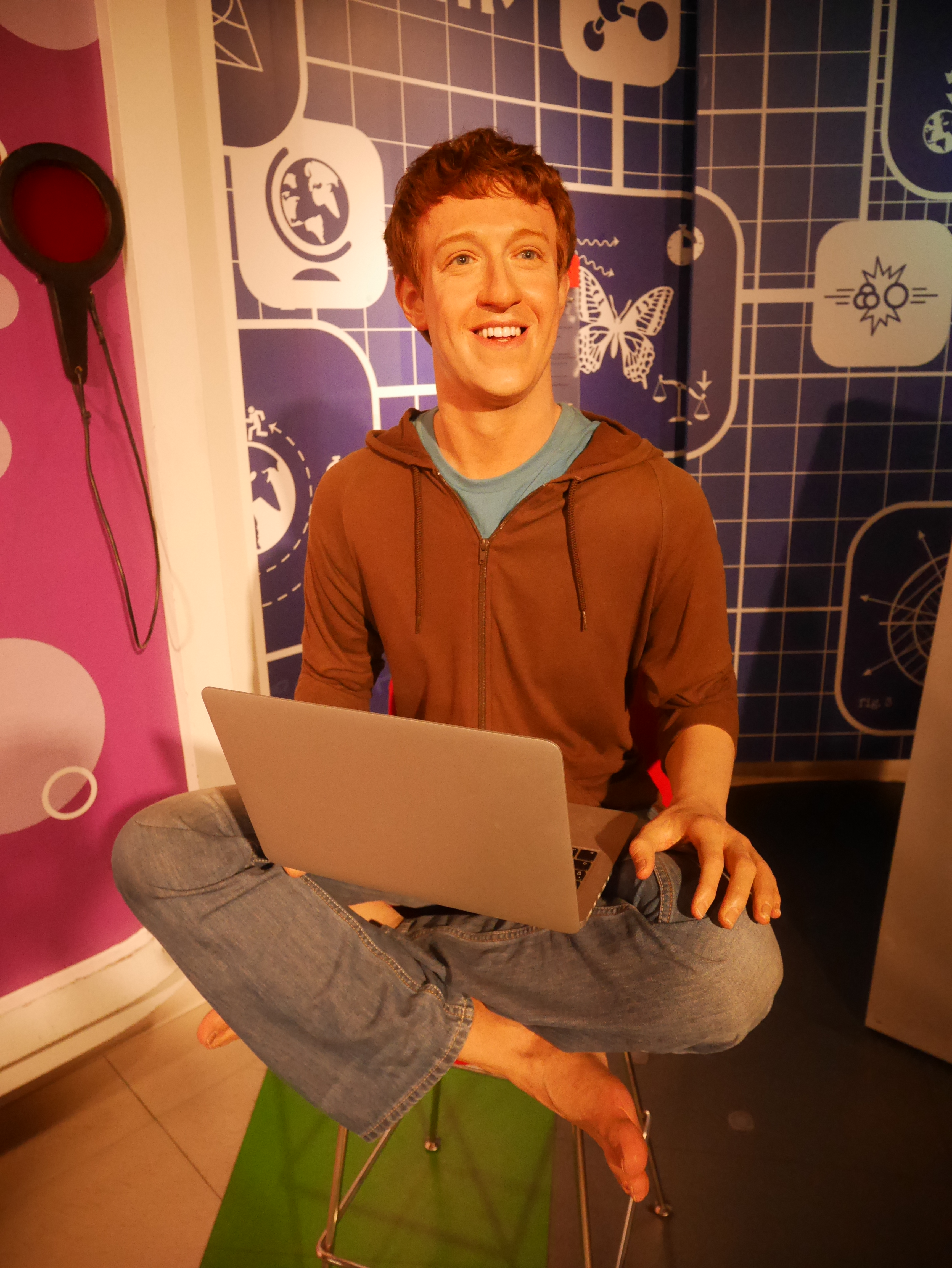
Mark Zuckerberg

- Michelle Connor[nota 24] (personagem de Coronation Street)[493]
- Michelle Kwan[494]
- Michelle Obama[495]
- Michelle Yeoh[496]
- Mickey Mantle[497]
- Michiel Huisman[498]
- Mihály Munkácsy[83]
- Mike Tyson[499]
- Mikhail Gorbachev[500]
- Miley Cyrus[501]
- Milkha Singh[502]
- Mimar Sinan[503]
- Minnie Pearl[504]
- Miranda Kerr[505]
- Miriam Yeung[506]
- Missy Elliott[507]
- Mitsu Dan[508]
- Mo Farah[509]
- Mohamed Salah[510]
- Mohammed Assaf[511]
- Mona Kattan[307]
- Mona Lisa[429]
- Morgan Freeman[512]
- Motu (personagem)[513]
- Muhammad Ali[31]
- Murat Boz[514]
- Mustafa Kemal Atatürk[5]
- Müslüm Gürses[515]

## N
- Nancy Ajram[31]
- Nancy Reagan[516]
- Naomi Campbell[517]
- Niall Horan[277]
- Napoleão Bonaparte[518]
- Narendra Modi[519]
- Nathan Lane[520]
- Nathan "Nate" Adams (personagem Yo-kai Watch)[248]
- Neil Armstrong[121]
- Ncuti Gatwa como Doctor Who[521]
- Necati (personagem)[522]
- Neil Patrick Harris[523]
- Nelson Mandela[524]
- Neşet Ertaş[525]
- Neville Heath[251]
- Neymar[526]
- Ned Kelly[527]
- Nick Fury[nota 25] (personagem da Marvel Comics)[528]
- Nick Jonas[365]
- Nichkhun[529]
- Nicki Minaj[350]
- Nicholas Tse[530]
- Nicola Adams[531]
- Nicolas Cage[532]
- Nicolas Sarkozy[533]
- Nicole Kidman[534]
- Nikkie de Jager[535]
- Nina Hagen[536]
- The Notorious B.I.G.[537]

## O
- Obi-Wan Kenobi[nota 26] (personagem de Star Wars)[178]
- Olaf Scholz[538]
- Olivia Newton-John[119]
- Olly Alexander[539]
- Olly Murs[540]
- Oprah Winfrey[272]
- Orlando Bloom como Will Turner[541]
- Oscar Wilde[37]
- Otto von Bismarck[449]
- Otto Waalkes[542]
- Özkan Uğur[247]
- Ozzy Osbourne[543]

## P
- Pablo Picasso[230]
- Paddy McGuinness[544]
- Palpatine[nota 27] (personagem de Star Wars)[178]
- Paris Hilton[545]
- Papa Bento XVI[389]
- Papa Francisco[546]
- Papa João Paulo II[230]
- Papai Noel[547]
- Park Hae-jin[548]
- Pata[285]
- Patlu (personagem)[513]
- Patrick Stewart[549]
- Patrick Swayze[550]
- Patsy Cline[102]
- Paul McCartney[119]
- Paul Newman[551]
- Perrie Edwards[110]
- Penélope Cruz[552]
- Peng Liyuan[553]
- Pennywise[48]
- Peter Andre[554]
- Peter Dinklage[555]
- Peter Alexander[556]
- Peyton Manning[238]
- Pharrell Williams[557]
- Phil Taylor[558]
- Pia Wurtzbach[559]
- Pierce Brosnan como James Bond[173]
- Piet Mondrian[560]
- Pink[561]
- Pitbull[562]
- Po (personagem)[563]
- Prabhas[564]
- Prince[119]
- Priyanka Chopra[565]

## Q
- Quentin Crisp[566]
- Quentin Tarantino[118]

## R
- R2-D2 (personagem de Star Wars)[567]
- Rafael Nadal[240]
- Raj Kapoor[568]
- Rajiv Gandhi[338]
- Ramdev[569]
- Ranbir Kapoor[570]
- Randy Travis[571]
- Ranveer Singh[572]
- Ray Meagher como Alf Stewart[573]
- Reba McEntire[102]
- Rebel Wilson[574]
- Regan MacNeil[48]
- Reginald "Reggie" Kray[325]
- Rembrandt[575]
- Rey (personagem de Star Wars)[77]
- Ricky Martin[576]
- Richard I[211]
- Richard Gere[577]
- Richard Lugner[578]
- Richard Nixon[146]
- Rico Verhoeven[579]
- Rihanna[580]
- Ringo Starr[119]
- Robert Baden-Powell[37]
- Robert Irwin[581]
- Robert Downey Jr.[83]
- Robert Downey Jr. como Sherlock Holmes[582]
- Robert Mugabe[249]
- Robert Pattinson[583]
- Robert Redford[156]
- Robbie Williams[249]
- Robin Williams[584]
- Rocket Raccoon (personagem da Marvel Comics)[266]
- Roger Moore como James Bond[173]
- Rola[585]
- Romeo Santos[586]
- Ronald "Ronnie" Kray[325]
- Ronald Reagan[146]
- Ronaldinho[587]
- Ronaldo Fenômeno[588]
- Rosa Parks[459]
- Ross Lynch[589]
- Roy Wang[329]
- RuPaul[590]
- Rumi[591]
- Rutherford B. Hayes[146]
- Ruth Ellis[325]
- Ryan Gosling[592]
- Ryan Reynolds[593]

## S
- Sabiha Gökçen[5]
- Sachin Tendulkar[594]
- Saddam Hussein[249]
- Sakamoto Ryōma[595]
- Şakir (personagem)[522]
- Sally Pearson[596]
- Salma Hayek[597]
- Salman Khan[598]
- Salvador Dalí[198]
- Samuel L. Jackson[599]
- Sam Smith[600]
- Sándor Petőfi[83]
- Sandra Bullock[601]
- Sara, Duquesa de Iorque[602]
- Sarah Michelle Gellar[603]
- Sathyaraj[604]
- Scarlett Johansson[605]
- Scrat (personagem de Ice Age)[461]
- Sean Combs[606]
- Sean Connery como James Bond[173]
- Sebastian Vettel[432]
- Selena Gomez[607]
- Selena Quintanilla[608]
- Seni Pramoj[609]
- Serena Williams[610]
- Sergiu Toma[611]
- Shah Rukh Khan[612]
- Shahid Kapoor[613]
- Shakira[586]
- Shane Warne[614]
- Shaquille O'Neal[615]
- Sharon Osbourne[616]
- Shawn Mendes[617]
- Shirley (personagem)[248]
- Shrek[37]
- Shreya Ghoshal[618]
- Sid (personagem de Ice Age)[461]
- Sigmund Freud[619]
- Silpa Bhirasri[620]
- Simon[27]
- Simon Cowell[621]
- Sitting Bull[52]
- Siwon Choi[622]
- Sleeping Beauty[118]
- Slimer[nota 28][623]
- Sofía Vergara[624]
- Smosh[625]
- Snelle[626]
- Snoop Dogg[627]
- Sonja Zietlow[628]
- Sonu Nigam[629]
- Sooty e Sweep[630]
- Spider-Man (personagem da Marvel Comics)[266]
- SpongeBob (ou Bob-Esponja)[631]
- Sridevi[632]
- Stan Lee[633]
- Stefanie Sun[634]
- Stephen Colbert[635]
- Stephen Curry[636]
- Stephen Hawking
- Steve Irwin[637]
- Steve Jobs[638]
- Steve Aoki[9]
- Stevie Wonder[119]
- Steven Gerrard[639]
- Steven Spielberg[640]
- Stormzy[641]
- Su Yiming[642]
- Sugizo[285]
- Solimão, o Magnífico[643]
- Stormtrooper (personagem de Star Wars)[644]
- Sukarno[645]
- Sun Yang[646]
- Sunny Leone[647]
- Superman[nota 29] (personagem da DC)[86]
- Susan Boyle[648]
- Susan Sarandon[118]
- Sven Kramer[649]

## T
- Tammy Wynette[253]
- Tansu Çiller[650]
- Tarık Akan[651]
- Taro Hakase[652]
- Taylor Lautner[653]
- Taylor Swift[654]
- Teresa Teng[655]
- Tess Daly[656]
- Theeradej Wongpuapan[657]
- Thor[nota 30] (personagem da Marvel Comics)[129]
- Thomas Bangalter[271]
- Thomas Edison[238]
- Thomas Jefferson[146]
- Theodore[27]
- Theodore Roosevelt[146]
- Theresa May[658]
- Tiësto[9]
- Tiffany Haddish[659]
- Tiger Woods[660]
- Tim Cahill[661]
- Tim McGraw[119]
- Timothée Chalamet[662]
- Timothy Dalton como James Bond[173]
- Tinker Bell[663]
- Tolga Çevik[664]
- Tom Baker como Doctor Who[665]
- Tom Cruise[666]
- Tom Daley[667]
- Tom Hanks[238]
- Tom Hiddleston como James Conrad[668]
- Tom Hardy[669]
- Tommy Cooper[670]
- Toni Collette[671]
- Tony Bennett[672]
- Tony Blair[673]
- Tony Hawk[674]
- Tony Jaa[470]
- Toshi[285]
- Travis Barker[675]
- Trisha Yearwood[676]
- Troye Sivan[677]
- Tuba Büyüküstün[678]
- Tupac Shakur[119]
- Tyra Banks[679]

## U
- Udo Jürgens[680]
- Uma Thurman[681]
- Uncle Sam[238]
- Usain Bolt[682]
- Usher[230]

## V
- Varun Dhawan[683]
- Vera Duckworth[nota 31] (personagem de Coronation Street)[684]
- Victor Chang[685]
- Rainha Victoria[686]
- Victoria Beckham[181]
- Vin Diesel[687]
- Vincent van Gogh[688]
- Virat Kohli[689]
- Virgil Van Dijk[690]
- Vladimir Putin[691]
- Volker Bruch como Gereon Rath[440]

## W
- Walt Disney[238]
- Wanchana Sawasdee como Rei Naresuan, o Grande[692]
- Waylon Jennings[102]
- Wayne Brady[693]
- Wayne Gretzky[694]
- Wayne Newton[695]
- Wayne Rooney[696]
- Wendy Williams[697]
- Whisper (personagem de Yo-kai Watch)[248]
- Whitney Houston[698]
- Whoopi Goldberg[699]
- Will.i.am[700]
- Príncipe William[58]
- William Chan[701]
- William Henry Harrison[146]
- William Howard Taft[146]
- William McKinley[146]
- William Shakespeare[688]
- William the Silent[702]
- Will Smith[703]
- Rei Willem-Alexander[704]
- Wincent Weiss[705]
- Winston Churchill[673]
- Wolfgang Amadeus Mozart[706]
- Wolverine[nota 32] (personagem da Marvel Comics)[707]
- Wonder Woman[nota 33] (personagem da DC)[86]
- Woody Allen[118]
- Woodrow Wilson[146]
- Wu Lei[708]

## X
- Xi Jinping[709]

## Y
- Yao Ming[674]
- Yasemin Dalkılıç[346]
- Yasser Al-Qahtani[710]
- Yasser Arafat[230]
- Yaşar Kemal[711]
- Yayoi Kusama[712]
- Yip Pin Xiu[713]
- Yoda (personagem de Star Wars)[567]
- Yoshiki[285]
- Yuki Ishikawa[714]
- Yuko Oshima[285]
- Yunho[149]
- Yusof Ishak[715]
- Yuzuru Hanyu[nota 5][716]

## Z
- Z.Tao[717]
- Zac Efron[718]
- Zach Galifianakis como Alan Garner[719]
- Zachary Taylor[146]
- Zakir Hussain[720]
- Zayn Malik[277]
- Zendaya[721]
- Zeki Müren[142]
- Zhang Songwen[722]
- Zhou Shen[723]
- Zhu Yilong[724]
- Zoe Saldana[725]
- Zoe Tay[726]
- Zoe Wees[727]